# Baumgarten Károly
Baumgarten Károly (Pest, 1853. szeptember 21. – Budapest, Erzsébetváros, 1913. január 27.) jogász, Baumgarten Izidor öccse.

## Élete
Baumgarten Nándor (1817–1864) nagykereskedő és Breuer Cecília (1823–1909) fia. Tanulmányai végeztével ügyvédkedett 1892-ig s egyszersmind a Polgári Törvénykezés című lapot szerkesztette. 1892-ben mint kereskedelmi bíró működött, 1898-től ítélőtáblai bíró, 1909-től kúriai bíró s mint ilyen 1910-től ítélőtáblai tanácselnök lett. Válogatott cikkeinek gyűjteménye halála után, 1916-ban jelent meg Budapesten.

## Családja
Felesége Schlesinger Mária (1861–1901) volt, Schlesinger József kereskedő és Müller Fáni lánya, akit 1884. december 2-án Budapesten vett nőül.
- Baumgarten Sára (1885–?). Első férje Loránt Leó (1873–?) nagybirtokos (elváltak), második Oppler Emil (1874 – Zimbabwe, 1958) ügyvéd.
- Baumgarten Nándor Ignác (1887–1933) bankár. Felesége Basch Ida (1895–?), Basch Gyula festőművész lánya.
- Baumgarten Jolán (1893–?). Férje Latzko Vilmos (1883–?) bankár.